# Mercer (Maine)
Mercer – miasto w Stanach Zjednoczonych, w stanie Maine, w hrabstwie Somerset.